# Voetbalkampioenschap van het Ertsgebergte 1930/31
In 1930/31 werd het elfde voetbalkampioenschap van het Ertsgebergte gespeeld, dat georganiseerd werd door de Midden-Duitse voetbalbond. Dit jaar herstructureerde de bond een aantal competities om zo het aantal deelnemers in de eindronde te beperken. Sommige competities werden samen gevoegd, maar bleven wel als aparte reeks bestaan, enkel moesten de kampioenen elkaar bekampen alvorens aan de eindronde te kunnen deelnemen. 
De competitie van het Opper-Ertsgebergte werd zo hieronder gebracht. Viktoria Lauter dat de voorbije jaren de competitie domineerde eindigde net boven de degradatieplaats.
Saxonia Bernsbach werd kampioen en plaatste de club zich voor de Midden-Duitse eindronde. De club verloor met 10:1 van 1.Vogtländischer FC Plauen.

## Gauliga

### Ertsgebergte
| Plaats | Club                    | Wed. | W  | G | V  | Saldo | Ptn.  |
| ------ | ----------------------- | ---- | -- | - | -- | ----- | ----- |
| 1.     | FC Saxonia Bernsbach    | 14   | 11 | 0 | 3  | 46:24 | 22:6  |
| 2.     | SV Sturm 1901 Beierfeld | 14   | 10 | 0 | 4  | 40:24 | 20:8  |
| 3.     | VfB Aue-Zelle           | 14   | 8  | 2 | 4  | 36:22 | 18:10 |
| 4.     | VfR Auerhammer          | 14   | 8  | 2 | 4  | 42:32 | 18:10 |
| 5.     | FC Tanne Thalheim       | 14   | 4  | 4 | 6  | 32:35 | 12:16 |
| 6.     | VfB 1914 Zwönitz        | 14   | 5  | 1 | 8  | 36:34 | 11:17 |
| 7.     | FC Viktoria 1913 Lauter | 14   | 3  | 3 | 8  | 29:38 | 9:19  |
| 8.     | Eibenstocker BSC 1911   | 14   | 1  | 0 | 13 | 22:74 | 2:26  |

|  | Finale titel |
|  | Degradatie   |

### Opperertsgebergte
| Plaats | Club                 | Wed. | W  | G | V  | Saldo | Ptn.  |
| ------ | -------------------- | ---- | -- | - | -- | ----- | ----- |
| 1.     | VfB 1912 Geyer       | 16   | 12 | 2 | 2  | 51:24 | 26:6  |
| 2.     | DSC Weipert          | 16   | 11 | 1 | 4  | 58:20 | 23:9  |
| 3.     | VfB 1909 Annaberg    | 16   | 8  | 5 | 2  | 69:31 | 23:9  |
| 4.     | FC Cranzahl          | 16   | 10 | 2 | 4  | 44:19 | 22:10 |
| 5.     | TuSV 1911 Bärenstein | 16   | 7  | 2 | 7  | 41:48 | 16:16 |
| 6.     | VfR 1913 Elterlein   | 16   | 5  | 1 | 10 | 35:51 | 11:21 |
| 7.     | BC 1913 Jahnsbach    | 16   | 4  | 2 | 10 | 25:53 | 10:22 |
| 8.     | BC Ehrenfriedersdorf | 16   | 3  | 1 | 12 | 30:64 | 7:25  |
| 9.     | BV 1908 Thum         | 16   | 2  | 2 | 12 | 18:61 | 6:26  |

### Finale
Heen
|  |                |       |                      |  |
|  | VfB 1912 Geyer | 2 – 3 | FC Saxonia Bernsbach |  |
|  |                |       |                      |  |

Terug
|  |                      |       |                |  |
|  | FC Saxonia Bernsbach | 5 – 1 | VfB 1912 Geyer |  |
|  |                      |       |                |  |